# Lede
Lede este o comună neerlandofonă situată în provincia Flandra de Est, regiunea Flandra din Belgia. Comuna Lede este formată din localitățile Lede, Impe, Oordegem, Smetlede și Wanzele. Suprafața sa totală este de 26,69 km².  La 1 ianuarie 2008 avea o populație totală de 17.473 locuitori. 
1. ↑  Crossroad Bank of Enterprises, accesat în 15 iulie 2023